# جان دی بارو
 جان دی بارو (انگلیسی: John D. Barrow؛ زاده ۲۹ نوامبر ۱۹۵۲) یک دانشمند است.